# Песни под гитару
«Песни под гитару», также известный как «Акустика» — музыкальный альбом группы «Кино», составленный из саундтреков, которые записывались на акустическом концерте Виктора Цоя в мае 1984 года.

## Список композиций[2]
| №   | Название                | Длительность |
| --- | ----------------------- | ------------ |
| 1.  | «Около семи утра»       | 3:49         |
| 2.  | «Последний герой»       | 3:28         |
| 3.  | «Дети проходных дворов» | 3:34         |
| 4.  | «Пора»                  | 2:30         |
| 5.  | «Стань птицей»          | 2:36         |
| 6.  | «Камчатка»              | 3:32         |
| 7.  | «Электричка»            | 2:30         |
| 8.  | «Восьмиклассница»       | 1:58         |
| 9.  | «Без десяти девять»     | 2:20         |
| 10. | «Солнечные дни»         | 3:01         |
| 11. | «Лето»                  | 1:33         |
| 12. | «Троллейбус»            | 2:46         |
| 13. | «Весна»                 | 2:00         |
| 14. | «Бездельник»            | 3:08         |
| 15. | «Транквилизатор»        | 5:34         |

## В записи участвовали
- Виктор Цой — вокал, гитара